# 손석춘
손석춘(孫錫春, 1960년 1월 17일 ~ )은 대한민국의 언론학자이다.
1984년부터 《한국경제신문》, 1987년부터 《동아일보》에서 기자 생활을 하였다. 1988년에는 전국언론노조연맹을 만든 핵심적인 활동가 중 한 명으로 활약했다. 《동아일보》가 노태우 정부와 야합하여 '강경대 구타 치사 사건'에 대해 일방적인 보도만 하는 것에 대해 부정적인 평가를 내렸고, 같은 해인 1991년 한겨레로 자리를 옮겼다. 《한겨레》에서 2006년까지 논설위원을 지냈고 2006년부터 기획위원이 되었다. 2006년 새로운사회를여는연구원의 원장이 되었다. 2011년 건국대학교 커뮤니케이션학과 교수가 되었고 교수직을 수행하면서도 강연이나 저술 활동을 이어갔다.

## 학력
- 연세대학교 철학 학사
- 고려대학교 정책과학대학원 정치학 석사
- 성균관대학교 대학원 언론학 박사

## 경력
- 1984년:한국경제신문 기자
- 1987년:동아일보 기자
- 1991년:한겨레신문 기자
- 1999년 ~ 2002년:한겨레신문 편집국 여론매체부 부장
- 2000년 ~ 2003년:방송위원회 보도교양 제1심의위원회 위원
- 2002년 ~ 2006년:한겨레신문 논설위원실 논설위원
- 2006년 1월 ~:새로운사회를여는연구원 원장
- 2011년:건국대학교 미디어커뮤니케이션학과 교수

## 상훈
- 2005년:안종필 자유언론상

## 김수환 비판
2004년, 김수환 추기경이 "군장성에게서 사병들 가운데도 반미 친북 성향을 가진 사람이 많다는 얘기를 들었다. 나라의 전체적 흐름이 반미 친북 쪽으로 가는 것은 대단히 걱정스럽다"고 말하자, 손석춘은 다음과 같이 추기경을 비판했다.
두루 알다시피 김 추기경은 원로가 드문 한국사회에서 노상 '원로'로 꼽혀왔다. 민주화운동 과정에서 서울 명동성당이 지닌 상징성―언젠가부터 시나브로 빛바래가고 있지만―과 추기경이라는 '권위'가 이어졌기에 더욱 그랬다. 실제 민주화운동에서 김 추기경의 모습이 과대 평가된 대목이 많다는 사실을 알 사람은 다 알면서도 침묵해왔다.

이에 대해 보수 진영이 손석춘을 맹비판하자 그는 며칠 후에 다음과 같이 말했다.
하지만 무엇보다 안타까운 것은 천주교 신자 분들이 느낄 수 있는 오해입니다. 분명히 말씀드립니다만 천주교를 비난할 생각이 전혀 없었고 지금도 없습니다. 오히려 취재기자 시절 종교 담당도 거쳤기에 존경할 신부님들도 많이 보았습니다. 솔직히 고백하자면 요즘도 마음이 어지러울 때 명동성당을 찾습니다.
김 추기경에 대한 '과대평가' 대목이 자극적 논쟁에 빌미를 주었습니다. 민주화운동에 참여한 천주교 신부님들의 공동 노력이 너무 한 분으로 집중 부각되어왔고 최근들어 수구세력이 '국가원로'라는 이름으로 자신들의 여론몰이에 이용하는 대목이 많아서였습니다.
두루 알다시피 천주교에서 민주화운동에 열정적이고 헌신적으로 참여한 신부님들이 지금도 전혀 변함없이 활동하고 계십니다. 천주교 밖에서도 1980년대 문익환 목사나 지선스님의 눈부신 민주화 운동은 얼마나 아름다웠던가요.
그렇습니다. 문제의 핵심은 '국가원로' 김 추기경의 남북관계 발언 대목이 위기에 처한 민족현실을 오도할 수 있다는 점입니다. 그리고 추기경이 수구언론만 읽어 현실을 그렇게 생각하는 게 아닐까 싶어 답답했습니다.

## 주요 저서
- 《새로운 독재와 싸울 때다》 (천주교정의구현전국사제단 이야기) , 김인국 신부와 공동 저자, 철수와영희, 2014 ISBN 9788993463552
- 《박헌영 트라우마》 (그의 아들 원경과 나눈 치유 이야기), 철수와영희, 2013 ISBN 9788993463422
- 《큰 무당 나와야 정치 살아난다》 (6월항쟁의 스님 지선과의 대화), 알마, 2012 ISBN 9788994963556
- 《껍데기는 가라》 (정의구현사제단 함세웅 신부와의 대화), 알마, 2012 ISBN 9788994963433
- 《어느 저널리스트의 죽음》(한국 공론장의 위기와 전망), 후마니타스, 2006 ISBN 8990106273
- 《신문 읽기의 혁명》, 개마고원, 1997 ISBN 8985548948
- 《R 통신》(젊은 벗들에게 띄우는 손석춘의 러브레터), 한겨레 신문, 2002 ISBN 8984310794
- 《부자 신문 가난한 독자》(한국의 친일 언론은 어떻게 부자 신문이 되었는가?), 한겨레 신문, 2002 ISBN 8984310697
- 《언론 개혁의 무기》, 개마고원, 1998 ISBN 8985548271